# Pierre M. Vincent
Pierre Marcel Vincent (* 5. März 1927 in Paris; † 14. April 2014, nach manchen Quellen am 10. April 2014, in Beaumont, Département Puy-de-Dôme), in seinen Publikationen häufig als Pierre M. Vincent zitiert, war ein französischer Geologe und Vulkanologe. Er war ein Spezialist für afrikanische Vulkane, insbesondere für den quartären Vulkanismus des Tibesti und des Ennedi-Massivs im Tschad.

## Leben
Vincent wurde in den Naturwissenschaften an der Sorbonne graduiert und absolvierte anschließend eine Zusatzausbildung bei Eugène Raguin an der École nationale des mines. Von 1948 bis 1949 nahm er als Glaziologe und Geologe an Bord der Commandant Charcot an der ersten französischen wissenschaftlichen Expedition nach Adélieland seit 1840 teil, die von André-Franck Liotard geleitet wurde. Mitte Februar 1949 erreichte das Schiff das Packeis, das sich in einer ungebrochenen Masse vor Adélieland ausbreitete. Obwohl die Commandant Charcot fast zwei Wochen lang 300 Seemeilen am Eisrand hin- und herfuhr, war ein Landgang nicht durchführbar. Enttäuscht kehrte die Crew um. Dennoch hielten sie auf den Balleny-Inseln und auf der Macquarieinsel an und führten einige geologische Studien durch, bevor das Schiff die antarktischen Gewässer verließ.
Die erste Phase von Vincents Karriere war afrikanisch geprägt. Zunächst arbeitete er für das Ministère des Mines et de la Géologie an der Vermessung der Carte Géologique de l’Afrique im Maßstab 1:500.000, wobei ihn seine erste Mission in die Zentralafrikanische Republik und seine nächste in den Tschad führte. In der Sahelzone forschte er in einer geologischen Landschaft, die weitgehend von Graniten, Charnockiten und Sandsteinen dominiert wird. Nach sieben Jahren Arbeit im Tschad erstellte er die erste geologische Karte einer damals wenig bekannten vulkanischen Region, des Tibesti im Norden des Tschad.
Über Jean Jung, bei dem er während seiner Zeit im Tschad eine Doktorarbeit in Erwägung gezogen hatte, kam er in Kontakt mit Louis Glangeaud, der damals Professor an der wissenschaftlichen Fakultät in Paris war. Im Jahr 1960 verteidigte Vincent an der Sorbonne seine Dissertation mit dem Titel Le massif granitique de Yedri (Tibesti septentrional, Tchad) über die Vulkane des Tibesti. 1961 wechselte er auf eigenen Wunsch an die Université de Brazzaville in Zentralafrika, wo er Direktor der Ecole supérieure des Sciences, der späteren Fakultät für Naturwissenschaften, wurde. 1965 wurde er nach Kamerun an die Universität Yaoundé versetzt, einem Standort, der näher an den Tibesti-Vulkanen war. Zwei Jahre später wurde ihm der Titel eines Professors verliehen. Während der gesamten fünf Jahre in Kamerun setzte Vincent seine Forschungen am Tibesti fort. So stellte er eine neue Tibesti-Expedition mit bekannten Geologen wie Pierre Bordet, Giorgio Marinelli sowie Haroun Tazieff zusammen.
Vincent interessierte sich auch für die Vulkane Kameruns, darunter der Kamerunberg. Insgesamt verbrachte er mehr als zwanzig Jahre damit, die Geologie Afrikas von den Wüsten der Sahelzone und des Tibesti bis zu den äquatorialen Wäldern Kameruns zu erforschen.
Anfang der 1970er schloss sich Vincent einer Gruppe an, die von Maurice Roques, dem damaligen Leiter des geologischen Labors in Clermont-Ferrand zusammengestellt wurde, um die Entwicklung der Vulkanologie in der Auvergne zu erforschen. 1972 wurde er zum Professor an der Universität Clermont-Ferrand ernannt, die 1976 zur Universität Blaise Pascal Clermont-Ferrand II wurde. 
Von 1973 bis 1989 war er ununterbrochen Vorsitzender der Sektion Vulkanologie des französischen Nationalkomitees für Geologie und Geophysik gewesen. Er widmete sich dem Vulkanismus in der Auvergne und übernahm von 1974 bis 1989 die Leitung des Teams für Vulkanologie des CNRS-Labors Magmas et Volcans in Clermont-Ferrand. In Zusammenarbeit mit Guy Camus engagierte er sich für das Projekt einer vulkanologischen Karte der Chaîne des Puys, deren erste Ausgabe 1975 erschien.
Seit dieser Zeit interessierte sich Vincent auch für die aktiven Vulkane in den französischen Übersee-Départements. Er arbeitete auf der Insel Réunion am Piton de la Fournaise und auf den Antillen am Soufrière auf Guadeloupe und am Montagne Pelée auf Martinique. Er wurde wissenschaftlicher Berater der französischen vulkanologischen Observatorien und leitete mehrere Dissertationen, insbesondere auf Réunion, wo eine unterseeische Rinne nach ihm benannt wurde.
Unter der Leitung von Vincent wurden auch Studien zum Phreatomagmatismus durchgeführt, bei denen die Wechselwirkung von Magmen mit Wasser untersucht wurde. Das Team für Vulkanologie konnte dabei seine gesammelten Erfahrungen an den Vulkanen des Zentralmassivs nutzen, um den aktiven Vulkanismus auf den Azoren zu erforschen. Auch die Untersuchungen zu Flankenrutschungen an Vulkanen, deren Bedeutung damals noch nicht bekannt war, wurden vorangetrieben.
Kurz nach dem kataklysmischen Ausbruch im Mai 1980 am Mount St. Helens reiste Vincent in die USA. Dies führte zu einer Reihe von Studien über Flankenrutschungen, die auch große karibische Vulkane sowie Vulkane des Zentralmassivs wie der Plomb du Cantal und die Monts Dore betrafen. Die Destabilisierung von Unterwasservulkanen oder Vulkaninseln brachte ihn dazu, sich mit dem Fall des Mururoa-Atolls zu beschäftigen, das als Testgelände für französische Atomwaffen diente. Es kam zu Kontroversen, wobei Vincent seinen Standpunkt auf internationalen Konferenzen darlegte.
In den 1980er Jahren besuchte Vincent Indonesien, insbesondere den Krakatau. 1983 veröffentlichte er in Zusammenarbeit mit Camus eine neue Interpretation des großen Ausbruchs von 1883, bei dem sie die Hypothese aufstellten, dass der Tsunami durch ein Abrutschen der Flanke des Vulkans ausgelöst wurde.
Während seines Ruhestands widmete sich Vincent den Meteoriteneinschlagskratern. Er reiste erneut nach Afrika, in den Tschad, Libyen und Ägypten.
Vincent war mit der Anthropologin und Ethnologin Jeanne-Françoise Mulliez verheiratet, die im Dezember 2012 starb.